# Hermann Rieß von Scheurnschloß
Hermann Franz Wolf Rieß von Scheurnschloß (* 1. Oktober 1854 in Kassel; † 4. April 1917 in Zürich) war ein preußischer Generalleutnant.

## Leben
Er war ein Sohn des kurhessischen Geheimen Regierungsrats Karl Rieß von Scheurnschloß und dessen Ehefrau, einer geborenen Koch.

### Preußische Armee
Rieß von Scheurnschloß trat am 1. September 1873 als Fahnenjunker in das 4. Garde-Grenadier-Regiment „Königin“ der Preußischen Armee in Koblenz ein und wurde am 11. Februar 1875 zum Sekondeleutnant befördert. Vom 1. Oktober 1877 bis zum 30. September 1882 fungierte er als Adjutant des II. Bataillons und absolvierte anschließend zur weiteren Ausbildung für drei Jahre die Kriegsakademie. Unter Stellung à la suite seines Regiments wurde Rieß von Scheurnschloß als Adjutant zur 44. Infanterie-Brigade in Kassel kommandiert. Am 19. November 1889 kehrte er als Hauptmann und Kompaniechef zu seinem Stammregiment zurück. Daran schloss sich ab 6. Oktober 1895 eine Kommandierung zur Dienstleistung im Kriegsministerium an, wohin Rieß von Scheurnschloß mit seiner Beförderung zum Major am 21. Dezember 1895 versetzt wurde. Am 29. März 1900 folgte seine Versetzung in das 4. Garde-Regiment zu Fuß. Hier kommandierte er zunächst das I. Bataillon und trat am 18. Dezember 1901 zum Regimentsstab über. In dieser Stellung am 22. April 1902 zum Oberstleutnant befördert, wurde Rieß von Scheurnschloß am 14. Februar 1905 zum Kommandeur des Landwehrbezirks III Berlin ernannt und avancierte am 22. April 1905 zum Oberst. Vom 18. Mai 1907 bis zum 26. Oktober 1908 war er Kommandeur des 3. Garde-Regiments zu Fuß. Anschließend beauftragte man ihn mit der Führung der 3. Garde-Infanterie-Brigade und ernannte Rieß von Scheurnschloß bei gleichzeitiger Beförderung zum Generalmajor zum Kommandeur dieses Großverbandes. Unter Verleihung des Charakters als Generalleutnant wurde er am 6. April 1912 aufgrund eines Herzleidens mit der gesetzlichen Pension zur Disposition gestellt.

### Deutsche Versuchsanstalt für Luftfahrt
Nachdem am 20. April 1912 in Berlin der „Verein Deutsche Versuchsanstalt für Luftfahrt e.V.“ (DVL) unter der vorläufigen Präsidentschaft von Oberst Hugo Schmiedecke gegründet worden war, wurde Rieß von Scheurnschloß im Oktober 1912 dessen Präsident. Der Verein beschäftigte eine Anzahl von Ingenieuren und Wissenschaftlern, die sich mit der Entwicklung der noch sehr jungen Luftfahrt befassten.

### Erster Weltkrieg
Als kaum zwei Jahre später der Erste Weltkrieg ausbrach, wurde Rieß von Scheurnschloß als z.D.-Offizier wiederverwendet. Gemäß Mobilmachungsplan hatte er ab dem 2. August 1914 den Befehl über die 17. Ersatz-Infanterie-Brigade und bald darauf über die aus dieser gebildeten 17. Landwehr-Infanterie-Brigade in der 3. Landwehr-Division unter dem ebenfalls reaktivierten Generalleutnant Götz von König. Mit der Division marschierte seine Brigade im Verband des Landwehrkorps über Kalisch in Polen ein und rückte bis zur Weichsel vor. In der Folge war sie an der Unterstützung der in Galizien zurückweichenden österreich-ungarischen Truppen beteiligt und richtete sich anschließend im November 1914 bei Tschenstochau zur Verteidigung ein, um den drohenden Angriff russischer Verbände auf das Bergbaurevier in Oberschlesien zu verhindern. Nachdem General von König am 4. Dezember 1914 die Führung des Landwehrkorps übernommen hatte, wurde Rieß von Scheurnschloß am 17. Dezember als dessen Nachfolger Kommandeur der 3. Landwehr-Division. In dieser Dienststellung erhielt er das Patent zu seinem Dienstgrad als Generalleutnant. Im September 1914 wurde er mit dem Eisernen Kreuz II. Klasse und im Januar 1915 mit dem Kreuz I. Klasse ausgezeichnet.
Die schweren Winterkämpfe zehrten an seiner angeschlagenen Gesundheit. Am 27. April 1915 gab er deswegen die Division an Generalleutnant Otto Chelius ab, um zur Behandlung nach Deutschland zurückzukehren, und wurde zur Disposition gestellt. Nach zeitweiliger Besserung widmete er sich ab Sommer 1916 wieder den Angelegenheiten der Versuchsanstalt für Luftfahrt. Im Winter verschlimmerte sich sein Gesundheitszustand. Er ging zur Behandlung nach Zürich und verstarb dort am 4. April 1917.